# خالد بن يحيى
خالد بن يحيى (من مواليد 12 نوفمبر 1959)، هو مدرب ولاعب دولي تونسي سابق. قضى بن يحيى الذي كان يشغل موقع الليبيرو كل مسيرته الرياضية مع فريق الترجي الرياضي التونسي وفاز معه بألقاب عدة. لعب مع المنتخب التونسي ابتداء من سنة 1980 إلى سنة 1994 وشارك معه في كأس إفريقيا سنة 1982 والألعاب الأولمبية لسنة 1988. اعتزل اللعب سنة 1994. بدأ مسيرته التدريبية مع فريق الترجي الرياضي الجرجيسي ودرب أيضا في تونس النادي الرياضي الصفاقسي، الملعب التونسي والمستقبل الرياضي بالمرسى ، كما درب في منطقة الخليج. درب فريقه الأم الترجي مرتين: مرة في موسم 1996-1997 وفاز معه بكأس تونس، ومرة بين أغسطس 2005 وسبتمبر 2006 وفاز معه بالثنائي.
في الخليج درب النجمة السعودي (فترة استعداد فقط ولم يستمر مع الفريق) والإمارات الامراتي ودرّب، لفترة قصيرة، منتخب شباب الإمارات

## روابط خارجية
خالد بن زاتشا على موقع الاتحاد الدولي (مؤرشف)  (الإنجليزية)
- خالد بن زاتشا على موقع قاعدة بيانات كرة القدم.إي يو (الإنجليزية)
- خالد بن زاتشا على موقع ناشيونال فوتبول تيمز (الإنجليزية)
- خالد بن زاتشا على موقع أوليمبيديا (الإنجليزية)